# Нил, Джеймс (хоккеист)
Джеймс Нил (англ. James Neal; род. 3 сентября 1987, Ошава, Онтарио, Канада) — канадский хоккеист, левый нападающий.

## Игровая карьера

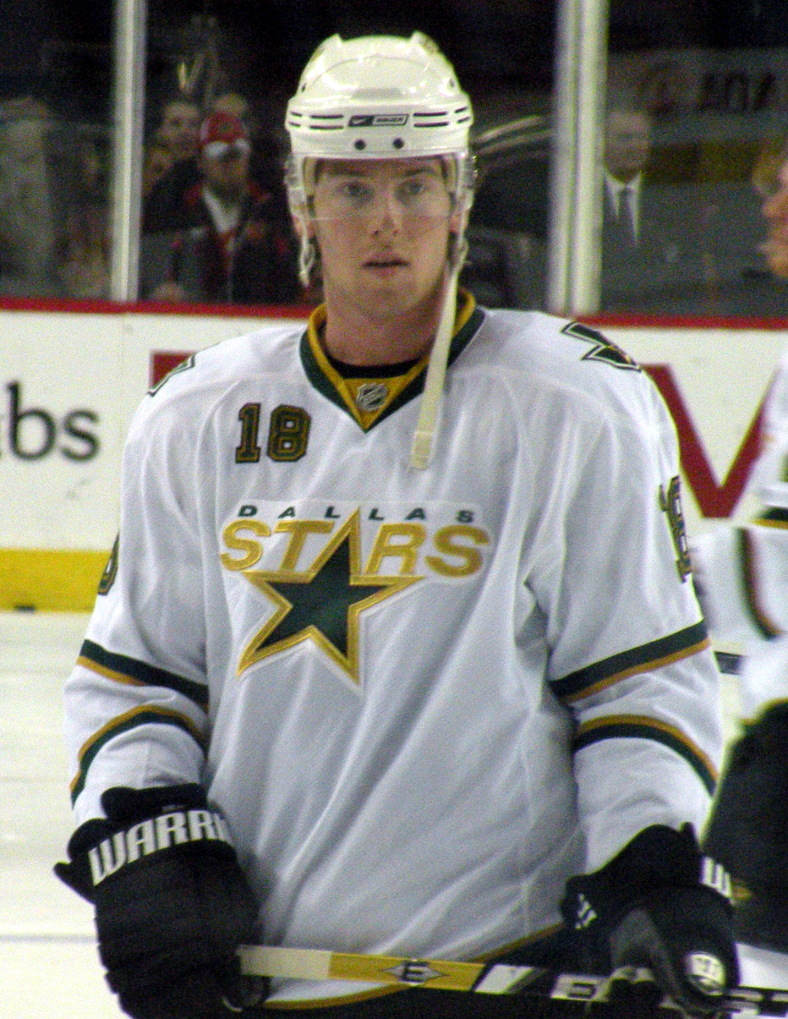
Нил в игре за «Даллас Старз» 2010

Свою карьеру Джеймс начал в OHL. В 2005 году под общим 33-м номером во втором раунде драфта был выбран командой «Даллас Старз», а первый матч в НХЛ Нил провёл в сезоне 2008/09. По ходу сезона 2010/11 перешёл в команду «Питтсбург Пингвинз» . Сезон 2011/12 стал самым результативным в карьере игрока. Выступая в звене с Евгением Малкиным, Нил набрал 81 очко. Летом подписал с «пингвинами» 6-летний контракт на $ 30 млн.
27 июня 2014 года Нил обменян в «Нэшвилл Предаторз» на Ника Сполинга и Патрика Хёрнквиста.
На драфте расширения 2017 года был выбран клубом «Вегас Голден Найтс». 4 октября 2017 года был назначен одним из альтернативных капитанов клуба. 6 октября 2017 года стал автором первого гола «Вегаса» в официальных матчах НХЛ.

## Статистика
| Легенда | Легенда                    | Легенда | Легенда                   | Легенда | Легенда    |
| ------- | -------------------------- | ------- | ------------------------- | ------- | ---------- |
| И       | Количество проведённых игр | Штр     | Штрафное время            | +/−     | Плюс-минус |
| Г       | Голы                       | П       | Голевые передачи          | О       | Очки       |
| -       | Статистика неизвестна      | —       | Статистика не учитывалась |         |            |